# 伍德罗·威尔逊高中

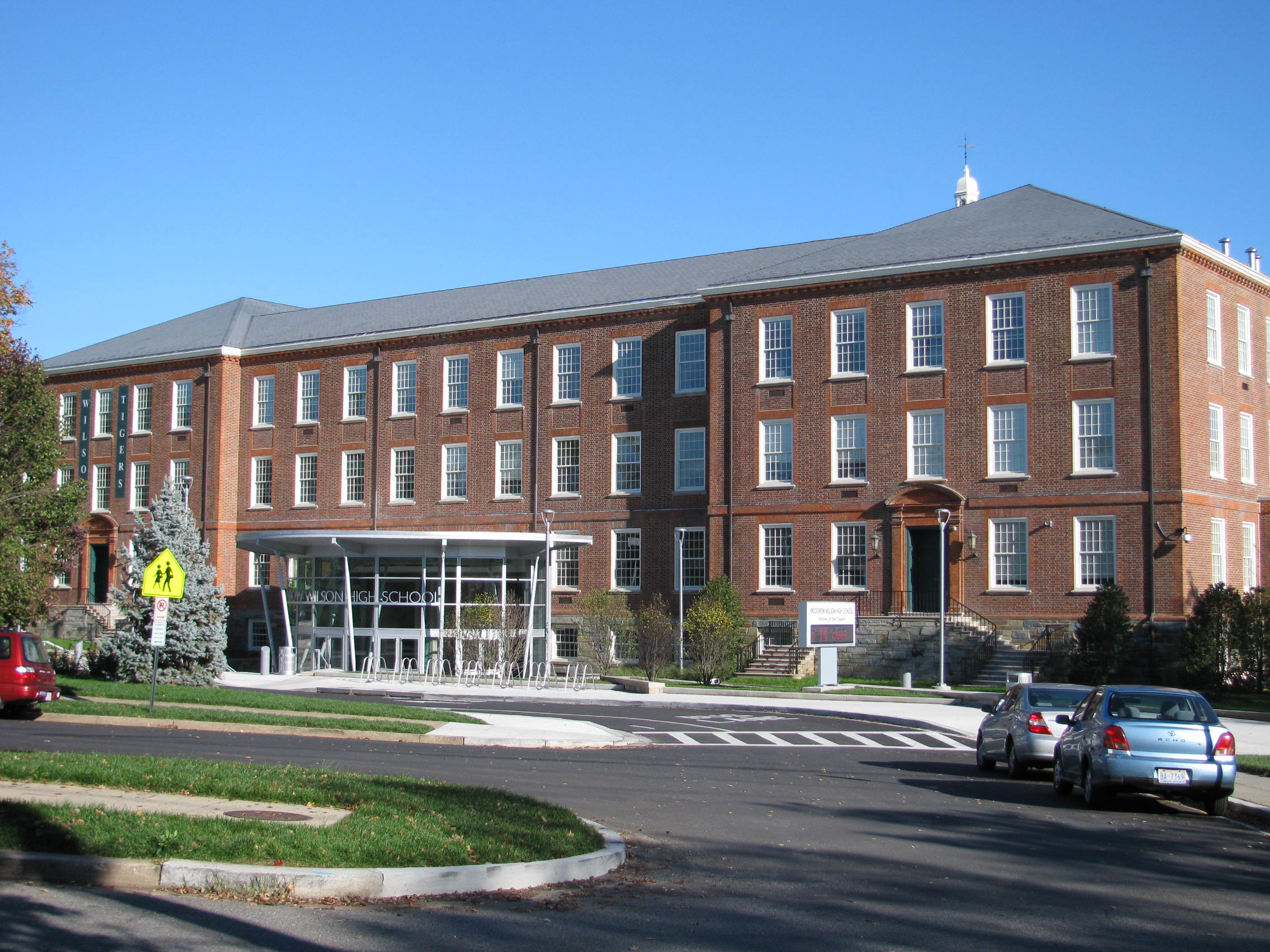
伍德罗·威尔逊高中

杰克逊-里德高中(英語：Jackson-Reed High School)，2022年前称伍德罗·威尔逊高中（Woodrow Wilson High School）， 位于美国首都华盛顿哥伦比亚特区的Tenleytown区域。学校属于华府公立学校（District of Columbia Public Schools）。教学为义务制，所有9年级（即初三）至12年级（即高三）的学生，都可以注册申请入学。近30%的学生住在校外。
学校于1935年开学，之前学校的名字来源于美国第28任总统伍德罗·威尔逊。伍德罗·威尔逊也曾经是普林斯顿大学的校长。学校于2022年更为现名，名字来源于该校第一位非裔美国教师Edna Burke Jackson和前校长文森特·里德（Vincent Reed）。该校舍于2010年被列入国家史迹名录，并于2010年至2011年进行了大规模翻修。

## 校史
伍德罗·威尔逊高中建立于1935年，是为了住在Tenleytown区域附近的居民而建造的。当时被称为“法国人的森林”。总共花费一百二十五万美元。学校首次开学是在1935年的9月23日，当天有640名10年级（即高一）与11年级（即高二）的新生入学。其中许多学生是从华盛顿的中部和西部转学到威尔逊高中。1937年6月23日，第一批290名高中毕业生从威尔逊高中拿到毕业证顺利毕业。当时的学生主席是Robert Davidson。学校第一届校长为Norman J.Nelson，曾经在华盛顿西部的学校做过校长助理。

## 概况
伍德罗·威尔逊高中有来自美国首都华盛顿40所不同初中的毕业生，以及全球85个不同国家的留学生。学校的吉祥物是威尔逊老虎（WILSON TIGER），由绿色和白色组成。校训为拉丁语“Haec olim meninissee juvabit”，来自维吉尔所著埃涅阿斯纪，中文大意为（暴风雨过后）“我们会很高兴的记住那一天的到来”。

## 校内人口
学校主要提供给Georgetown, Glover Park, Chevy Chase, Tenleytown这几个地区的初中毕业生入学机会，不过每年也有从华盛顿各地不同区域的初中毕业生，选择到威尔逊高中度过自己的高中生涯。学校学生总数约1600名学生。学校的服务范围包括16街以西，华盛顿北Anacostia河西南部分，以及首都国会大厦（Capitol Hill）东南地区。 校内学生中几乎30%均居住在该范围以外，也就是所谓的外区学生。校内学生约49%的非裔美國人，25%的白人，17%的拉丁美洲人（即来自于中南美地区的学生），9%的亚洲人。学校约40%的学生享受政府补助的免费午餐待遇，或减免午餐费用。

## 运动
伍德罗·威尔逊高中的棒球以及篮球队在1936﹣1937学年度就已经加入美国高中联盟，并且参与竞争美国高中联盟提供的棒球以及篮球比赛。在1937﹣1938学年度，学校橄榄球队也正式加入了美国高中联盟，并且直接参与接下来的第37赛季。
学校的第一支冠军球队是1942年的威尔逊篮球队。由Donald Hillock和Fred Vinson两位主力参与，并且最终在教练Tony Kupka的带领下，最终在半决赛以28比24，在决赛以46比23战胜了当时被教练Red Auerbach带领的Roosevelt校队和Central校队，为伍德罗·威尔逊高中赢得历史上第一个冠军称号。
学校第一次获得橄榄球冠军是在格里菲斯（Griffith）体育场，面对7949名球迷，最终以技术分21比20，战胜了McKinley，获得威尔逊高中历史上第一个橄榄球冠军荣誉。
在1954年5月布朗诉教育局案判决之后，5个威尔逊高中的学生Don McMurray, John Webster, Bob Rogers, Mike Hixson, 和Leland Phillips，被选入学校橄榄球队。并且于1954年12月4日，在格里菲斯（Griffith）体育场，面对8800名球迷，打响了历史上第一场由非白人族裔参加的威尔逊高中橄榄球队比赛。这个当年的全明星阵容最终终结了St Johns的13连胜，并且以12-7击败Johnnies,最终获得首都华盛顿城市橄榄球冠军。
威尔逊高中的棒球队，在1959年以一个令使人惊叹比分，18比0，在决赛中完胜对手，并且最终获得威尔逊历史上第一个棒球冠军头衔。目前的学校棒球队，在2008赛季，由学校1965年的毕业生Wilson担任教练，带领球队获得16连胜。棒球队在历史上的209场比赛中，获得了208场胜利，唯一的一场失败是还是在1999年输给了Dunbar高中校队。
学校体育场馆于1939年开放，现在用于学校的足球和橄榄球比赛。在2007年，学校体育场更换了最新的人工草坪，并且加入新的声音系统，压缩机，以及灯光器械等。
威尔逊高中是美国首都唯一一家，注册、拥有、并参与了美国高中体育联盟所有比赛项目的学校。学校的游泳队，于2006-2007学年度再度创立，并且誓在夺得华盛顿冠军，并且会在2009年，建成新的游泳池。

## 链接
- 伍德罗·威尔逊高中官方首页 （页面存档备份，存于）
- 华盛顿邮报评论伍德罗·威尔逊高中 （页面存档备份，存于）
- 伍德罗·威尔逊高中预计于2009年完工的游泳池